# Randy-Gardner-Schlafentzug-Experiment
Randy Gardner (geboren vermutlich 1946) ist ein US-Amerikaner aus San Diego, Kalifornien, der derzeit den Rekord für die längste dokumentierte Zeitspanne hält, die ein Mensch ohne Schlaf verbracht hat. Im Dezember 1963/Januar 1964 blieb der 17-jährige Gardner 11 Tage und 24 Minuten (264,4 Stunden) wach und brach damit den bisherigen Rekord von 260 Stunden, den Tom Rounds aufgestellt hatte.
Gardners Rekordversuch wurde vom Stanford-Schlafforscher William C. Dement begleitet, während sein Gesundheitszustand von Lieutenant Commander John J. Ross überwacht wurde. Protokoll führten zwei Klassenkameraden Gardners von der Point Loma High School, Bruce McAllister und Joe Marciano Jr.
Die gesammelten Berichte und medizinischen Reaktionen fanden später in der Schlafforschungsgemeinschaft weite Bekanntheit.

## Auswirkungen auf die Gesundheit
Es wurde behauptet, dass Gardners Experiment gezeigt habe, dass extremer Schlafentzug außer den mit Müdigkeit einhergehenden Stimmungsschwankungen kaum Auswirkungen habe, vor allem aufgrund eines Berichts des Forschers William Dement, der angab, dass Gardner am zehnten Tag des Experiments Dement unter anderem beim Flipper schlagen konnte. Allerdings berichtete Lieutenant Commander John J. Ross, der für die Überwachung des Gesundheitszustands Gardners zuständig war, von schwerwiegenden kognitiven und Verhaltensveränderungen. Dazu gehörten Stimmungsschwankungen, Probleme mit der Konzentration und dem Kurzzeitgedächtnis, Paranoia sowie Halluzinationen. Als Gardner am elften Tag aufgefordert wurde, wiederholt sieben zu subtrahieren, beginnend mit 100, hörte er bei 65 auf. Auf die Frage, warum er aufgehört habe, antwortete er, dass er vergessen habe, was er tat.
An seinem letzten Tag leitete Gardner eine Pressekonferenz, bei der er sich offenbar bei bester Gesundheit befand. „Ich wollte beweisen, dass keine schlimmen Dinge passieren, wenn man ohne Schlaf auskommt“, sagte er. „Ich dachte, ich kann diesen Rekord brechen und ich glaube nicht, dass es eine negative Erfahrung wäre.“

## Erholung
Gardners Schlaferholung wurde von Schlafforschern beobachtet, die währenddessen Veränderungen in der Schlafstruktur feststellten. Nachdem Gardner seine Aufzeichnungen fertiggestellt hatte, schlief er 14 Stunden und 46 Minuten, erwachte gegen 20:40 Uhr auf natürliche Weise und blieb bis etwa 19:30 Uhr am nächsten Tag wach, an dem er dann weitere zehneinhalb Stunden schlief. Gardner schien sich vollständig von seinem Schlafverlust erholt zu haben. Schlafaufzeichnungen, die eine, sechs und zehn Wochen nach dem Experiment durchgeführt wurden, zeigten keine signifikanten Unterschiede. Allerdings berichtete Gardner, dass er später Jahrzehnte lang unter schwerer Schlaflosigkeit litt.

## Neue Datensatzinformationen und Rekorde
Meldungen zufolge wurde Gardners Rekord einen Monat später von Toimi Soini in Hamina, Finnland, gebrochen. Er blieb 11,5 Tage (276 Stunden), vom 5. bis 15. Februar 1964, wach.
Am 2. Mai 1977 wurde von Maureen Weston aus Peterborough, Cambridgeshire, Großbritannien, der Guinness-Weltrekord aufgestellt, nachdem sie während eines Schaukelstuhl-Marathons vermutlich 18 Tage und 17 Stunden (449 Stunden) wach blieb.
Randy Gardners Fall stach trotz allem heraus, da er so ausführlich dokumentiert war.
Es ist schwierig, die Genauigkeit einer Schlafentzugsperiode zu bestimmen, es sei denn, der Teilnehmer wird sorgfältig beobachtet, um kurze Sekundenschlafphasen zu erkennen, die er möglicherweise selbst gar nicht bemerkt. Darüber hinaus werden Aufzeichnungen über freiwilligen Schlafentzug von Guinness Weltrekorde nicht mehr geführt, da befürchtet wird, dass die Teilnehmer dadurch negative Folgen erleiden könnten.